# Herrenhaus Mittelweg 116
Das Herrenhaus Mittelweg 116 von Gut Wartfeld im niedersächsischen Nordenham im Landkreis Wesermarsch stammt wohl vom frühen 19. Jahrhundert.

Aktuell (2023) wird es als Wohnhaus genutzt.
Das Gebäude steht unter Denkmalschutz (siehe auch Liste der Baudenkmale in Nordenham).

## Beschreibung und Geschichte
Das zweigeschossige achtachsige verklinkerte Gebäude mit Walmdach, mit der Freitreppe zum repräsentativen Eingangsportal mit drei dorischen Säulen und dem Architrav sowie den gerahmten eckigen (EG/OG) und teils rundbogigen (OG) Fenstern wurde 1808 gebaut.
Die Hofanlage besteht aus einem weiteren nicht denkmalgeschützten großen Wirtschaftsgebäude und dem Park mit einem großen Baumbestand. Von 1836 bis 1861 wurde das Haus von den Brüdern Georg und Fritz Müller als Gastronomiebetrieb geführt. Den Hof bewirtschafte von 1967 bis 1997 die Familie Heine als Grünlandbetrieb, die danach bis 2019 dort wohnte.
Das Landesdenkmalamt befand zur Bedeutung: „… geschichtlich …“